# Сухој Су-12
Сухој Су-12  (рус. Сухой Су-12) је извиђачки авион/коректор артиљеријске ватре направљен у Совјетском Савезу непосредно после Другог светског рата (1947), а направљен је само један прототип.

## Пројектовање и развој
Од почетка Другог светског рата појавила се потреба у Совјетском ваздухопловству за специјализованим извиђачким авиононом за корекцију артиљеријске ватре. С обзиром да такав авион није постојао за ту сврху је коришћен Су-2 и касније Ил-2. Предности специјализованог извиђачког авиона за корекцију ватре совјети су уочили када се на источном фронту појавио немачки авион Фоке Вулф Fw 189. Овај авион је имао одличну прегледност, пространу кабину за смештај вишечлане посаде и опреме, једноставан за пилотирање, могао је да лети само са једним мотором, био је тешка мета за противавионску артиљерију, погодан за одржавање и опремљен свим потребним уређајеима за извиђање и лет у лошим временским условима. Када су се совјети докопали једног авиона који је био у саставу румунског ратног ваздухопловства, на основу њега Ваздухопловни институт Војног ваздухопловства Совјетског Савеза је специфицирао 1943. године тактичко техничке услове за совјетски извиђачки авион.
- максимална брзина на 0 m висине око 380 km/h,
- максимална брзина на 2.000 m висине око 415 km/h,
- време подизања на висину од 2.000 m износи 3,0 минута,
- наоружање: 3 топа калибра 12,7 mm и 750 граната,
- посада од 3-4 члана.
- плафон лета 8.000 m.

Већ крајем 1943. године ОКБ Сухој је дао идејни пројект извиђачког авиона исте шеме као и Fw 189 са два радијана мотора ваздухом хлађена АЛ-62. Нажалост због сурове реалности рата није дошло до реализације овог пројекта тако да је он морао да сачека крај рата. Идеја о овом авиону је обновљена у лето 1946. године када је за пет месеци детаљно прерађен пројект авиона, а до августа месеца 1947. направљен прототип авиона са ознаком Су-12, који је био спреман за фабричко тестирање.

### Технички опис
Авион је био такозване „рам“ конструкције, имао је два трупа и два репа која су међусобно била спојена хоризонталним репним перајем. На почетку сваког трупа се налазио по један радијални мотор АШ-82М снаге 1.544 kW сваки, а имао је четворокраку металну елису променљивог корака и пречника 3,6 m. Трупови су били полу-монокок конструкције од челика и дуралуминијума са облогом од глатког алуминијумског лима. Предњи делови трупа су међусобно били повезана снажном конструкцијом у облику правоугаоног крила. На средини тог дела крила се у облику гондоле налазила кабина за посаду авиона. Нападна ивица крила је била управна на трупове авиона. Крила од трупа па према крајевима су била трапезастог облика са заобљеним крајевима. Крила су била позиционирана на дну гондоле па се за авион могло рећи да је био ниско крилац. Стајни трап је увлачећи, конвенционалног система са предњим ногама, које су се у току лета увлачиле у гондоле иза носача мотора, а трећа неувлачећа нога у виду клавирског точка је била причвршћена на средини хоризонталног репног стабилизатора. Авион је био наоружан са једним фиксним топом БТ-20 калибра 20 mm на предњој страни авиона и три топа Б-20Э, калибра 20 mm, за заштиту авиона са задње сфере. Пошто је био намењен и за лаке бомбардерске задатке авион је могао да понесе укупно 400 kg бомби различитог калибра. Заштита се састојала из оклопа дебљине 12 mm за посаду, и непробојног стакла 90 mm, тако да је укупна заштита била тешка око 450 kg. Авион је први пут полетео 26. августа 1947. године, а пробни пилот је био Н. Д. Фиксон.

## Наоружање
| Наоружање авиона: Сухој Су-12  |     |
| Ватрено (стрељачко) наоружање  |     |
| Топ                            |     |
| Број и ознака топа             | 4 х |
| Број граната                   | 700 |
| Калибар                        | 20  |
| Митраљез                       |     |
| Бомбардерско наоружање (бомбе) |     |
| Укупна маса                    | 400 |
| Ракетно наоружање (ракете)     |     |

## Оперативно коришћење
Прототип авиона Су-12 је направљен у Авио заводу 134 из Москве 1947. године. Направљен је један прототип који је завршио сва тестирања и фабричка и државна и на једним и на другим показао добре резултате. Предложена је серијска производња до које није дошло, највероватније што су тестирани авиони на млазни погон у то време већ показали добре особине како у погледу брзине, поузданости, носивости и одржавања тако да се није ушло у градњу авиона клипним моторима. Но без обзира на то овај прототип се користио за разне војне и цивилне потребе читав низ година, углавном за аеро фото снимање и истраживање из ваздуха удаљених подручја.

## Земље које су користиле овај авион
- СССР